# Тормахова, Светлана Дмитриевна
Светлана Дмитриевна Тормахова (род. 21 декабря 1947, Луцк) — советская и российская актриса театра и кино.

## Биография
Светлана Дмитриевна Тормахова родилась 21 декабря 1947 года в Луцке, в семье военного лётчика, Героя России Тормахова Дмитрия Дмитриевича (1921—2002). Мать — Мария Васильевна Тормахова, по образованию — учительница. Младший брат — Игорь.
Среднюю школу № 5 С. Д. Тормахова закончила в городе Луцк Волынской области (Украина). Училась в Театральном училище им. Щепкина. Окончила Театральное училище им. Б. В. Щукина (1973, курс Т. К. Коптевой).
С 1973 по 1983 год являлась актрисой театра им. Евг. Вахтангова.
В 1974 году дебютировала в кино в картине «Юркины рассветы». В многосерийном художественном фильме «Хождение по мукам» (1974—1976) сыграла заметную роль Анисьи. После этой картины её начали активно приглашать на съёмки фильмов разных жанров. В послужном списке актрисы более семидесяти разнохарактерных ролей.
Тормахова была замужем за иранским художником Парвизом Джавидом. После развода с середины 1990-х жила в Турции, училась в Стамбульском университете, преподавала английский язык в школе. В 2005 году вернулась в Россию, где продолжила сниматься в новых кинопроектах.

## Фильмография

### 1970-е годы
- 1974 — Юркины рассветы — Женя Гриневская
- 1976 — Собственное мнение — Вера Кутейщикова
- 1977 — Хождение по мукам — Анисья
- 1977 — Портрет с дождём — Валентина
- 1978 — Дожди по всей территории — Мария
- 1978 — Золушка — сестрица Анна
- 1978 — Лето в Ноане — Мадлен
- 1978 — Тогда в Севилье — Катерина

### 1980-е годы
- 1980 — Красное поле — Мария
- 1981 — Тропинины — Галя
- 1981 — Беспокойное лето — Мария Ивановна
- 1981 — Великий самоед — Устинья
- 1981 — Мужики!.. — инспектор социальной службы РОНО
- 1981 — Через Гоби и Хинган — Анна Соколова
- 1982 — Белый шаман — Медведева
- 1982 — День рождения — Тоня Ремизова
- 1984 — Благие намерения — Невзорова Лариса Петровна
- 1984 — Ольга и Константин — подруга Ольги
- 1984 — Первая Конная — Надя
- 1984 — Поручить генералу Нестерову…
- 1985 — Осенние утренники — Елена
- 1985 — Тревоги первых птиц — Домна
- 1986 — Зина-Зинуля — Надя
- 1986 — С неба на землю
- 1986 — Я сделал всё, что мог — Петрыкина
- 1987 — Асса — Марья Антоновна, мама Бананана
- 1987 — Золотая свадьба — Паладя
- 1987 — Голый — дачница
- 1987 — Наблюдатель — Александра
- 1987 — Сад желаний — мать Аси
- 1987 — Свободное падение
- 1987 — Старая азбука
- 1988 — Зов родственного томления — главная роль
- 1988 — После войны — мир
- 1989 — Пришелец

### 1990-е
- 1990 — Дезертир
- 1990 — Ловкач и Хиппоза —  невестка бабы Ксюши
- 1990 — Овраги — Женя
- 1991 — Любовь на острове смерти — Лола
- 1991 — Пустыня — Мария Магдалина
- 1992 — Фанданго для мартышки
- 1993 — Раскол — Мария Игнатьевна
- 1993 — Хромые внидут первыми — жена Майка

### 2000-е годы
- 2007 — Бой с тенью 2: Реванш
- 2007 — Марш Турецкого (4 сезон) — Жукова
- 2008 — Откуда берутся дети — пассажирка в поезде
- 2008 — Ставка на жизнь — эпизод
- 2009 — 2-Асса-2 — Марья Антоновна, мама Бананана
- 2009 — Анна Каренина — дама
- 2009 — Розы для Эльзы

### 2010-е годы
- 2010 — Одноклассники
- 2011 — Судьба на выбор
- 2012 — Средство от смерти — мать Садовского и Борисенко
- 2012 — Пятая стража
- 2013 — Мать и сын (короткометражный) — мать
- 2013 — Земский доктор. Возвращение — Нонна Ивановна
- 2013 — Маша в законе — мать Максима
- 2014 — Законы улиц (телесериал) — жертва мошенницы
- 2014 — Москва. Три вокзала (телесериал) — мать Майоровой
- 2014 — Нити любви (мини-сериал) — генеральша
- 2014 — Хорошие руки (телесериал) — бабушка Любы Тимохиной
- 2014 — Поиск улик
- 2014 — Уйти, чтобы вернуться— няня Ксения
- 2015 — Опекун (телесериал) — Анна Ивановна
- 2016 — Преступление — мать Насти
- 2016 — Деньги — экскурсовод
- 2017 — Аномалия — Марта
- 2017 — Ольга-2 (телесериал) — соседка
- 2018 — Ивановы-Ивановы — Маргарита Андреевна, мать Нины
- 2018 — Декабристка — Надежда Петровна, секретарь суда
- 2019 — Склифосовский — Любовь Петровна, учительница химии

## Озвучивание
- 1975 — Медной горы хозяйка — Хозяйка